# Eva Melander
Pour les articles homonymes, voir Melander.
Eva Melander, née à Gävle le 25 décembre 1974, est une actrice suédoise.
Elle est principalement connue pour avoir interprété la mère de Sebbes dans le film primé aux Guldbagge, Sebbe (sv) (2010). Melander a également joué dans L'Hypnotiseur (2012) de Lasse Hallström.

## Biographie
Eva Melander suit sa formation théâtrale à l'Académie de théâtre de Malmö (sv) et a joué dans plusieurs productions théâtrales au Théâtre royal dramatique de Stockholm (sv) et au Théâtre National (Riksteatern) (sv) et au théâtre radiophonique (Radioteatern) (sv).

## Filmographie partielle

### Au cinéma
- 2010 : Sebbe (sv) : Eva
- 2011 : Dublin : Handlggare (court-métrage)
- 2012 : Dublin (court-métrage)
- 2012 : L'Hypnotiseur (Hypnotisören) : Magdalena
- 2014 : Sköterskan : Isa
- 2014 : Allt vi delar : Ann-Sofie
- 2015 : Flocken (sv) : Susanne
- 2018 : Border (Gräns) d'Ali Abbasi
- 2021 : Pleasure de Ninja Thyberg : la mère
- 2024 : Trouble (Strul) de Jon Holmberg (sv)  : Helena

### À la télévision
- 2013 : Real Humans : 100 % humain (1 épisode)
- 2017 : Rebecka Martinsson

## Distinctions
Guldbagge Award de la meilleure actrice, Border 2019